# アイムーヴ
株式会社アイムーヴは、2000年代にアニメーションの企画・制作を行っていた、日本の企業である。

## 概要
アウベックの制作出身で、葦プロダクションの制作プロデューサーだった石坂透が2000年に設立したアニメーション制作会社である。設立当初は、他社からのグロス請けが中心だったが、2002年に制作した『Piaキャロットへようこそ!! -さやかの恋物語-』より元請制作を開始し、その3年後に制作した『こてんこてんこ』よりテレビシリーズの元請制作に進出した。
その後は、他社からのグロス請けや作画下請けを事業の中心としていたが、2014年2月現在はアニメーション制作事業より撤退している。

## 主な作品

### 元請制作

#### テレビアニメ
- こてんこてんこ（2005年-2006年）

#### 劇場アニメ
- Piaキャロットへようこそ!! -さやかの恋物語-（2002年）

### 制作協力
- 爆転シュート ベイブレード（制作元請：マッドハウス、発注元：スタジオマトリックス、各話協力、2001年）
- チャンス〜トライアングルセッション〜（制作元請：マッドハウス、発注元：スタジオマトリックス、各話協力、2001年）
- シャーマンキング（制作元請：XEBEC、各話協力、2001年-2002年）
- 炎の蜃気楼（制作元請：マッドハウス、発注元：スタジオマトリックス、各話協力、2002年）
- ロックマンエグゼ（制作元請：XEBEC、各話協力、2002年-2003年）
- ぴたテン（制作元請：マッドハウス、発注元：スタジオマトリックス、各話協力、2002年）
- 一騎当千（制作元請：J.C.STAFF、各話協力、2003年）
- DEAR BOYS（制作元請：A・C・G・T、各話協力、2003年）
- キノの旅 -the Beautiful World-（制作元請：A・C・G・T、各話協力、2003年）
- グリーングリーン（制作元請：スタジオマトリックス、各話協力、2003年）
- スクラップド・プリンセス（制作元請：ボンズ、各話協力、2003年）
- ガンパレード・マーチ 〜新たなる行軍歌〜（制作元請：J.C.STAFF、各話協力、2003年）
- ロックマンエグゼAXESS（制作元請：XEBEC、各話協力、2003年-2004年）
- いちご100%（制作元請：マッドハウス、発注元：スタジオマトリックス、各話協力、2005年）
- ドラえもん（制作元請：シンエイ動画、各話制作協力、第2期：2005年-）
- ゾイドジェネシス（制作元請：小学館ミュージック&デジタル エンタテイメント、各話協力、2005年）
- SHUFFLE!（制作元請：アスリード、各話協力、2005年-2006年）
- 金色のコルダ〜primo passo〜（制作元請：ゆめ太カンパニー、各話協力、2006年）
- SHUFFLE!MEMORIES（制作元請：アスリード、各話協力、2007年）
- 英國戀物語エマ 第二幕（制作元請：亜細亜堂、各話協力、2007年）
- みなみけ（制作元請：童夢、各話協力、2007年）
- 東京マグニチュード8.0（制作元請：ボンズ、キネマシトラス、8話制作協力、2009年）※スタジオダブ（子会社のアーク・クリエイション名義）と共同